# Världsmästerskapen i skidskytte 1986
Världsmästerskapen i skidskytte 1986 var det 22:a världsmästerskapet i skidskytte för herrar, och avgjordes Oslo, Norge mellan den 18 och den 23 februari 1986. 
De tredje världsmästerskapen för damer arrangerades och avgjordes i Falun, Sverige mellan den 13 och den 16 februari.

## Medaljfördelning
| Nr | Land          | Guld | Silver | Brons | Totalt |
| -- | ------------- | ---- | ------ | ----- | ------ |
| 1  | Sovjetunionen | 5    | 1      | 0     | 6      |
| 2  | Sverige       | 1    | 1      | 1     | 3      |
| 3  | Östtyskland   | 0    | 2      | 1     | 3      |
| 4  | Norge         | 0    | 1      | 2     | 3      |
| 5  | Österrike     | 0    | 1      | 1     | 2      |
| 6  | Italien       | 0    | 0      | 1     | 1      |
|    | Totalt        | 6    | 6      | 6     | 18     |